# Cosmotoma triangularis
Cosmotoma triangularis är en skalbaggsart som beskrevs av Gilmour 1955. Cosmotoma triangularis ingår i släktet Cosmotoma och familjen långhorningar. Inga underarter finns listade i Catalogue of Life.